# János Viski (Komponist)

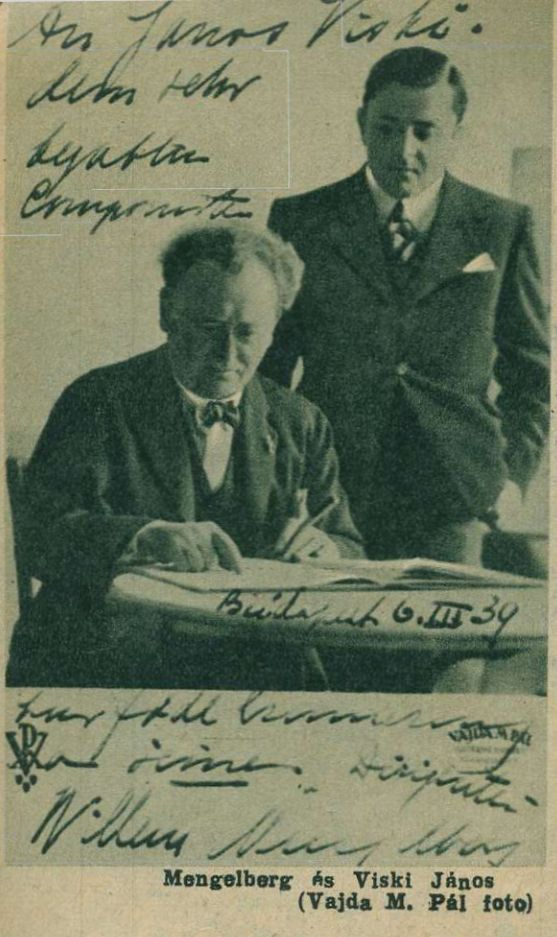
János Viski (rechts) und Villam Mengelberg (1939)

János Viski [ˈjaːnoʃ ˈviʃki] (* 10. Juni 1906 in Klausenburg; † 16. Januar 1961 in Budapest) war ein ungarischer Komponist.
Viski studierte von 1927 bis 1932 bei Zoltán Kodály. Seit 1941 unterrichtete er Komposition an der Franz-Liszt-Musikakademie von Budapest. 
Er komponierte eine sinfonische Suite, ein Klavier-, ein Violin- und ein Cellokonzert, eine Ballade für Bariton und Orchester, Chorwerke und Lieder.